# Eilema bueana
Eilema bueana är en fjärilsart som beskrevs av Embrik Strand 1912. Eilema bueana ingår i släktet Eilema och familjen björnspinnare. Inga underarter finns listade i Catalogue of Life.